# 전주 단층

15번이 전주 단층
17번이 광주 단층

전주 단층은 옥천 습곡대 남서부, 전북특별자치도 진안군에서 완주군 구이면과 옥정호 지역을 지나 장성군, 무안군 등을 거쳐 해남군 화원반도 해역까지 이어지는 북동-남서 방향, 연장 170 km 정도의 주향 이동성 단층이다. 동쪽의 광주 단층과 평행하다. 전주 단층은 중생대 쥐라기에 형성된 우수향 주향이동 연성 전단대가 백악기에 재활동하면서 좌수향 주향 이동의 취성 단층으로 변환되어 중첩된 양상을 보인다. 이 단층은 엄밀히 말해 전주시를 살짝 비껴서 지나기 때문에 무안 단층이라고도 한다.

## 통과 지역 (전주 단층의 자취)
전북특별자치도 진안군 부귀면 운장산으로부터 남서쪽으로 완주군 구이면 원기리, 임실군 운암면 운종리, 순창군 쌍치면, 복흥면, 전라남도 장성군 장성읍, 나주시 문평면 송산리 문평 나들목, 무안군 무안읍 무안 나들목, 신안군 압해면 신장리와 목포시 유달동 등을 지나 해남군 화원면으로 이어진다.

### 비봉 단층
비봉 단층은 전주 단층보다 북서쪽에 있으며 정읍 단층의 북쪽 연장과 접한다. 전북특별자치도 익산시 왕궁면 동봉리(N 36°01'41.54", E 127°07'1.73")의 지방도 제741호선 상에는 옥천 누층군의 변성 사암을 절단한 단층암이 드러나 있으며 ESR 연대측정 결과 270±15 ka가 보고되어 단층이 약 27만 년 전에 마지막으로 활동한 것으로 보인다.

### 구이 단층
구이 단층은 전주 단층에 수반되어 형성된 단층으로 완주군의 상관저수지, 전라선 신리역 인근, 구이저수지를 통과하여 산외면 평사리 인근에서 전주 단층에 수렴하는, 연장 10 km 내외의 역단층이다. 이 단층에서 ESR 연대가 13만년으로 산출되어 활성단층으로 분류된다. 완주군 상관면 신리에, 국도 제17호선이 국도 제21호선과 만나는 상관교차로의 도로 램프구간 절개사면(N 35°45'59.09",  E 127°12'6.8")에 이 단층의 노두가 드러나 있다.

### 정읍시
정읍 지질도폭(2013)에서는 단층과 관련된 단층 파쇄대와 노두를 발견하지 못해 도폭 내에서 전주 단층의 존재 자체를 인정하지 않았다.
정읍도폭의 동부지역인 정읍시 칠보면 수청리-수곡리-시산리로 이어지는 북동 방향의 계곡은 매우 뚜렷한 선구조를 보이면서 동측 인접 갈담도폭 지역으로 연장되고 있다. 1:100만 한국지질도(최위찬 외, 1995), 1:100만 한국지체구조도(황재하 외, 2001)와 1:25만 광주 지질도폭(이병주 외, 1997)에서는 이 계곡을 따라 북동 방향의 전주단층이 통과하는 것으로 기재하고 있다. 이 단층은 대단히 큰 규모의 단층으로서 지질분포로 보아 단층의 남쪽에 백악기의 퇴적분지를 형성시킨 경계단층의 역할을 한 단층으로 판단된다. 하지만 정읍도폭에서는 이 계곡을 따라 계곡의 남측에 고생대의 편암, 쥬라기 화강암류와 백악기 화산암류가 계곡과 같은 북동방향의 대상 분포를 보이고 있지만, 편암이 계곡을 가로질러 북서쪽으로 자연스럽게 연장되고 있고 쥬라기 엽리상 각섬석-흑운모화강암의 분포가 변위되지 않았으며 단층과 관련된 파쇄대나 노두가 없다는 점에서 단층의 존재를 인정하기 어렵다. 또한 정읍도폭의 동쪽 인접 갈담도폭에서도 전주도폭과 연결되는 북쪽에만 단층이 기재되어 있고 정읍도폭과 인접하는 곳에서는 단층을 확인하지 못하였다.— 정읍도폭 지질조사보고서 (2013, 한국지질자원연구원)

### 장성군
신흥 지질도폭(1982)에 의하면 백광호 외(1979)의 광주대단층(1:250,000 광주도폭에서 명명된 이름이나 위치상 전주 단층으로 보임)이 장성군 장성읍 기산동(岐山洞)에서 북하면 쌍웅리에 이르기까지 황룡강을 따라 발달하는데 장성댐 건설 당시 황룡강 하상을 조사한 바에 따르면 이 단층은 여러 매의 단층들이 대(帶; zone)를 형성하고 있으며 단층의 생성 시기는 7500만 년 이전이고 7900만 년 이후이다.

### 나주시-함평군
함평군 나산면과 나주시 문평면 일대 지역에서 단층과 연성 전단대가 발견되었다. 나산면 용두리와 함평읍 수호리에서 흑운모 화강암이 심하게 압쇄되어 연성(Ductile) 변형을 받아 화강암 내 전단대가 형성되어 있다. 전단대의 두께는 1.5 km 가량이고 주향 이동 방향은 상대적으로 우향이다. 백악기 말의 취성 변형 작용은 함평군 나산면 일대에 광역적으로 뚜렷한 북동-남서 방향의 선형구조(lineament)를 나타낸다. 함평군 학교면 고막리와 나주시 문평면 송산리, 북동리 일대에 발달하는 남-북 주향의 단층은 대개 우향을 보이지만 다른 운동을 보이기도 한다.

### 무안군
무안 지질도폭(1971)에서는 국도 제1호선을 따라 서부는 시대 미상의 변성 퇴적암류가, 동부는 백악기의 화산암류가 직선으로 경계하고 있는 점을 확인하고, 유문암이 매우 점착성(viscosity)이 높은 것을 고려하고, 단층이 아니고서는 이런 선(線)적인 접촉이 이루어질수가 없을 것이라는 가정과 또한 이 단층방향이 본역 주구조선(主構造線)방향인 북동―남서와 일치하고 있다는 점을 고려해서 무안군 무안읍 성동리에서 청계면 남성리로 이어지는 북동 주향의 가상단층을 설정했다.

### 목포시
목포 지질도폭(2014)에서는 화원반도를 지나는 단층을 광주 단층이라고 언급하였다. 이 '광주 단층'은 완주군 상관면에서부터 남서쪽으로 연장되어 완주군, 정읍시, 장성군, 함평군, 무안군을 거쳐 목포시에 이른다고 되어 있는데 활성단층지도 및 지진위험지도 제작 보고서에 따르면 이 선형의 단층은 전주 단층에 해당한다. 
옥천대 남서부에는 남쪽 경계를 따라서 광주단층, 영암단층, 화순단층, 노동충상단층과 같은 일련의 대단층들이 발달하고 있다(최범영 외, 2002). 이들 단층들 중에서 일부는 연성전단대와 나란히 발달한다. 즉, 가장 서쪽의 광주단층은 전주전단대를 동반하며, 화순단층은 순창전단대를 동반한다. 전주전단대란 명칭에 대해서는 이견이 있다...(중략)...이 보고서에서는...전주전단대로 부르기로 한다. 연성전단대와 취성 단층이 나란히 발달하는 이러한 특징은 지하 심부에서 발달한 연성전단대가 지표면으로 노출되면서 취성 단층이 연성전단대의 약대를 따라서 발달한 것으로 해석된다(Yanai et al., 1985).

목포도폭 지역의 서남쪽 해남군 화원면에는 서쪽 해안가를 따라서 전주전단대가 발달하고 있다. 전주전단대는 북쪽에서부터 장성군 장성읍, 장성군 동화면, 함평군 월야면, 함평군 나산면, 함평군 함평읍, 무안군 무안읍, 무안군 청계면을 연결하는 북북동-남남서 방향의 강한 선형구조를 따라서 발달한다. 전주전단대는 무안군 청계면을 지나 서해로 연장되는데 신안군 압해도 장감리를 지나 목포시 율도까지는 북북동-남남서(030°) 방향이 그대로 유지된다. 목포시 외달도와 해남군 화원면에서 전주전단대는 반시계 방향으로 약 10° 꺾이면서 020°벙향으로 화원반도 서안을 지나간다.— 목포도폭 지질조사보고서 (2014, 한국지질자원연구원)

## 해남지진
2020년 4월 말부터 5월 초 이 단층과 광주 단층의 사이에 있는 해남군 지역에서 최대 진도 3의 군발지진이 발생했다. 발생 위치는 해남군 서북서쪽 약 20km지점으로, 근처의 화원반도 지역을 이 단층이 지나가나 지진과 이 단층과의 관계는 불분명하다.

### 한국지질자원연구원의 분석
한국지질자원연구원이 발간한 보고서에 따르면 해남 지진은 서북서-동남동 방향의 중, 소규모 단층계에 의해 발생했으며 부근의 전주 단층, 광주 단층과는 관련성이 적다고 명시했다. 보고서는 2020년 7월 14일 배포되어 뉴스 기사에 인용되었다.

## 관련 기사
<국내 활성단층 450개 넘어…한반도는 '단층의 나라'> 뉴스원, 2016.9.23 - "수도권에는 추가령 단층이 대표적이며 충청지역에는 공주·예산·홍성·의당 단층, 호남지역에는 정읍·전주·순창-광주·비봉단층 등이 있는 것으로 조사됐다."
<전북지역 내 지진 활성단층 3곳 확인> 전북도민일보, 2017년 12월 26일 - "전북을 지나는 여러 단층이 확인된 가운데 북동방향으로 발달한 4개의 주요단층(함열, 전주, 정읍, 광주단층)이 연구 대상이었다. 그 결과 주요 단층대에 있는 용담, 비봉, 구이지역 등 3개 지점에서 활성단층이 확인됐다."
<해남 지진은 광주단층과 관련 적어…대형지진 가능성 낮다> news1 뉴스원, 2020년 7월 14일자 기사

<활성단층이란? 원전 인근에도 활성단층 존재…위험천만> 매일신문, 2016년 9월 24일 - 기사 본문에 '2012년 10월 한국지질자원연구원이 작성한 '활성단층지도 및 지진위험지도 제작' 보고서에 따르면 (중략) 호남지역에는 정읍·전주·순창-광주·비봉단층 등이 있는 것으로 조사됐다.'라며 이 단층이 언급되어 있다.
[뒤끝뉴스] 국민이 과학을 불신하는 이유 한국일보, 2-16년 9월 26일자 - "지진의 원인이 되는 활성단층을 연구한 보고서가 2009년 이미 있었다는 사실이 알려지면서...보고서 요약문 중 ‘주요 연구성과’를 기술한 부분에는 ‘추가령 단층, 왕숙천 단층, 광주 단층, 전주 단층, 정읍 단층, 의당 단층, 공주 단층, 십자가 단층 등이 활성단층임을 규명’했다고 씌어 있다. "

## 같이 보기
- 한국의 지질
- 한국의 단층
- 광주 단층
- 진안 분지